# Milica Bezarević
Milica Bezarević (ur. 27 grudnia 1991 w Prijepolje) – serbska siatkarka, grająca na pozycji przyjmującej, reprezentantka Serbii.